# وجدر (روستا)
 وجدر  به عربی ( وجَدَر )، روستایی است در دهستان احبوب از توابع استان 
استان صَنعاء در کشور یمن در شبه جزیره عربستان.

## جمعیت
جمعیت آن (۱۰۰ ) نفر (۱۰ خانوار) می‌باشد.